# Список населённых пунктов Коломенского района
В списке представлены населённые пункты Коломенского района Московской области и их принадлежность к муниципальным образованиям. Перечень населённых пунктов, их наименование и вид даны в соответствии с Законом Московской области от 15.02.2005 № 43/2005-ОЗ «О статусе и границах Коломенского муниципального района и вновь образованных в его составе муниципальных образований». Численность населения дана по результатам Всероссийской переписи 2010 года.
В Коломенский район входили 146 населённых пунктов (1 рабочий посёлок, 13 посёлков, 35 сёл и 97 деревень
| №   | Населённый пункт  | Тип             | Население | бывшее муниципальное образование   |
| --- | ----------------- | --------------- | --------- | ---------------------------------- |
| 1   | Акатьево          | село            | ↘1262     | сельское поселение Акатьевское     |
| 2   | Амерево           | село            | ↗464      | сельское поселение Пестриковское   |
| 3   | Андреевка         | деревня         | ↗458      | сельское поселение Непецинское     |
| 4   | Андреевское       | село            | ↗119      | сельское поселение Проводниковское |
| 5   | Апраксино         | деревня         | ↗110      | сельское поселение Акатьевское     |
| 6   | Афанасьево        | деревня         | ↗69       | сельское поселение Заруденское     |
| 7   | Бакунино          | деревня         | ↗278      | сельское поселение Радужное        |
| 8   | Барановка         | деревня         | ↗107      | сельское поселение Акатьевское     |
| 9   | Берняково         | деревня         | ↗32       | сельское поселение Хорошовское     |
| 10  | Биорки            | посёлок         | ↗2099     | сельское поселение Биорковское     |
| 11  | Богдановка        | деревня         | ↗251      | сельское поселение Проводниковское |
| 12  | Богородское       | деревня         | ↗13       | сельское поселение Биорковское     |
| 13  | Большое Карасёво  | деревня         | ↗79       | сельское поселение Биорковское     |
| 14  | Большое Колычёво  | село            | ↘121      | сельское поселение Акатьевское     |
| 15  | Борисово          | деревня         | ↗95       | сельское поселение Непецинское     |
| 16  | Борисовское       | деревня         | ↗150      | сельское поселение Проводниковское |
| 17  | Бортниково        | деревня         | ↘6        | сельское поселение Радужное        |
| 18  | Бузуково          | деревня         | ↗4        | сельское поселение Биорковское     |
| 19  | Васильево         | село            | ↗222      | сельское поселение Акатьевское     |
| 20  | Верхнее Хорошово  | деревня         | ↗96       | сельское поселение Проводниковское |
| 21  | Возрождение       | посёлок         | ↘434      | сельское поселение Непецинское     |
| 22  | Воловичи          | деревня         | ↗16       | сельское поселение Биорковское     |
| 23  | Ворыпаевка        | деревня         | ↗72       | сельское поселение Проводниковское |
| 24  | Гололобово        | село            | ↗309      | сельское поселение Биорковское     |
| 25  | Горки             | село            | ↗129      | сельское поселение Заруденское     |
| 26  | Горностаево       | деревня         | ↗76       | сельское поселение Непецинское     |
| 27  | Городец           | село            | ↗343      | сельское поселение Заруденское     |
| 28  | Городище-Юшково   | деревня         | ↗92       | сельское поселение Непецинское     |
| 29  | Городки           | деревня         | ↘51       | сельское поселение Биорковское     |
| 30  | Грайвороны        | деревня         | ↗28       | сельское поселение Биорковское     |
| 31  | Гришино           | деревня         | ↗89       | сельское поселение Биорковское     |
| 32  | Губастово         | деревня         | ↘472      | сельское поселение Хорошовское     |
| 33  | Дарищи            | село            | ↗39       | сельское поселение Хорошовское     |
| 34  | Дворики           | деревня         | ↗43       | сельское поселение Биорковское     |
| 35  | Дмитровцы         | село            | ↘66       | сельское поселение Хорошовское     |
| 36  | Дубенки           | деревня         | ↗12       | сельское поселение Биорковское     |
| 37  | Дубна             | деревня         | ↗30       | сельское поселение Проводниковское |
| 38  | Дуброво           | деревня         | ↘8        | сельское поселение Радужное        |
| 39  | Елино             | деревня         | ↗202      | сельское поселение Хорошовское     |
| 40  | Ерково            | деревня         | ↗21       | сельское поселение Хорошовское     |
| 41  | Запрудный         | посёлок         | ↘125      | сельское поселение Биорковское     |
| 42  | Заречный          | посёлок         | ↘673      | сельское поселение Биорковское     |
| 43  | Зарудня           | деревня         | ↗1572     | сельское поселение Заруденское     |
| 44  | Захаркино         | деревня         | ↘4        | сельское поселение Акатьевское     |
| 45  | Зиновьево         | деревня         | ↗43       | сельское поселение Акатьевское     |
| 46  | Змеево            | деревня         | ↗7        | сельское поселение Акатьевское     |
| 47  | Игнатьево         | деревня         | ↗33       | сельское поселение Акатьевское     |
| 48  | Ильинское         | деревня         | ↘0        | сельское поселение Биорковское     |
| 49  | Индустрия         | посёлок         | ↘980      | сельское поселение Непецинское     |
| 50  | Исаиха            | деревня         | ↘1        | сельское поселение Хорошовское     |
| 51  | Каменка           | деревня         | ↘2        | сельское поселение Проводниковское |
| 52  | Каменка           | деревня         | →7        | сельское поселение Хорошовское     |
| 53  | Колодкино         | деревня         | ↘22       | сельское поселение Проводниковское |
| 54  | Комлево           | деревня         | ↘3        | сельское поселение Заруденское     |
| 55  | Конев-Бор         | деревня         | ↗80       | сельское поселение Хорошовское     |
| 56  | Коробчеево        | село            | ↗520      | сельское поселение Пестриковское   |
| 57  | Коростыли         | деревня         | →0        | сельское поселение Проводниковское |
| 58  | Кочаброво         | деревня         | ↘1        | сельское поселение Хорошовское     |
| 59  | Кудрявцево        | деревня         | ↘11       | сельское поселение Биорковское     |
| 60  | Куземкино         | деревня         | ↘14       | сельское поселение Непецинское     |
| 61  | Лесной            | посёлок         | ↘1659     | сельское поселение Биорковское     |
| 62  | Лукерьино         | село            | ↘543      | сельское поселение Проводниковское |
| 63  | Лыково            | деревня         | ↘7        | сельское поселение Непецинское     |
| 64  | Лысцево           | село            | ↘136      | сельское поселение Проводниковское |
| 65  | Макшеево          | село            | ↗50       | сельское поселение Заруденское     |
| 66  | Маливо            | село            | ↗166      | сельское поселение Заруденское     |
| 67  | Малое Карасёво    | деревня         | ↗279      | сельское поселение Биорковское     |
| 68  | Малое Уварово     | деревня         | ↗47       | сельское поселение Биорковское     |
| 69  | Малышево          | деревня         | ↘3        | сельское поселение Радужное        |
| 70  | Михеево           | деревня         | ↗1        | сельское поселение Акатьевское     |
| 71  | Михеево           | деревня         | ↘4        | сельское поселение Заруденское     |
| 72  | Молитвино         | деревня         | ↘66       | сельское поселение Проводниковское |
| 73  | Молодинки         | деревня         | ↘60       | сельское поселение Заруденское     |
| 74  | Морозовка         | деревня         | ↘8        | сельское поселение Проводниковское |
| 75  | Мостищи           | деревня         | ↗77       | сельское поселение Заруденское     |
| 76  | Мякинино          | деревня         | ↗7        | сельское поселение Проводниковское |
| 77  | Мячково           | село            | ↘197      | сельское поселение Радужное        |
| 78  | Настасьино        | деревня         | ↗50       | сельское поселение Непецинское     |
| 79  | Негомож           | деревня         | ↗2493     | сельское поселение Заруденское     |
| 80  | Непецино          | село            | ↘2359     | сельское поселение Непецинское     |
| 81  | Непецино          | посёлок станции | ↘61       | сельское поселение Непецинское     |
| 82  | Нестерово         | деревня         | ↗31       | сельское поселение Заруденское     |
| 83  | Нижнее Хорошово   | село            | ↘1620     | сельское поселение Хорошовское     |
| 84  | Никульское        | село            | ↗272      | сельское поселение Радужное        |
| 85  | Новая             | деревня         | ↘173      | сельское поселение Хорошовское     |
| 86  | Новое             | деревня         | →0        | сельское поселение Непецинское     |
| 87  | Новое Бобренево   | село            | ↗37       | сельское поселение Хорошовское     |
| 88  | Новопокровское    | деревня         | ↘47       | сельское поселение Заруденское     |
| 89  | Новоселки         | деревня         | ↘11       | сельское поселение Биорковское     |
| 90  | Новоселки         | деревня         | ↗16       | сельское поселение Хорошовское     |
| 91  | Октябрьское       | село            | ↗393      | сельское поселение Заруденское     |
| 92  | Осёнка            | посёлок         | ↘96       | сельское поселение Непецинское     |
| 93  | Павлеево          | деревня         | ↘6        | сельское поселение Проводниковское |
| 94  | Паново            | деревня         | ↗114      | сельское поселение Биорковское     |
| 95  | Паньшино          | деревня         | ↗25       | сельское поселение Хорошовское     |
| 96  | Парфентьево       | село            | ↗825      | сельское поселение Пестриковское   |
| 97  | Первомайский      | посёлок         | ↘1103     | сельское поселение Биорковское     |
| 98  | Пески             | пгт             | ↘3277     | городское поселение Пески          |
| 99  | Пестриково        | село            | ↗500      | сельское поселение Пестриковское   |
| 100 | Петрово           | деревня         | ↘9        | сельское поселение Биорковское     |
| 101 | Печенцино         | деревня         | ↘2        | сельское поселение Проводниковское |
| 102 | Пирочи            | село            | ↘1451     | сельское поселение Заруденское     |
| 103 | Подберезники      | село            | ↘10       | сельское поселение Проводниковское |
| 104 | Подлужье          | деревня         | ↗133      | сельское поселение Радужное        |
| 105 | Подмалинки        | деревня         | ↘11       | сельское поселение Проводниковское |
| 106 | Подосинки         | деревня         | ↘31       | сельское поселение Заруденское     |
| 107 | Полубояриново     | деревня         | ↘1        | сельское поселение Биорковское     |
| 108 | Проводник         | посёлок         | ↘1018     | сельское поселение Проводниковское |
| 109 | Пруссы            | село            | ↗7        | сельское поселение Непецинское     |
| 110 | Радужный          | посёлок         | ↗2655     | сельское поселение Радужное        |
| 111 | Речки             | деревня         | ↗63       | сельское поселение Непецинское     |
| 112 | Рождественка      | деревня         | ↗11       | сельское поселение Хорошовское     |
| 113 | Романовка         | деревня         | ↘3        | сельское поселение Биорковское     |
| 114 | Санино            | деревня         | ↗227      | сельское поселение Непецинское     |
| 115 | Северское         | село            | ↗269      | сельское поселение Радужное        |
| 116 | Сельниково        | деревня         | ↗936      | сельское поселение Заруденское     |
| 117 | Сельцо-Петровское | деревня         | ↗19       | сельское поселение Заруденское     |
| 118 | Семёновское       | деревня         | ↘60       | сельское поселение Биорковское     |
| 119 | Семёновское       | деревня         | ↘8        | сельское поселение Непецинское     |
| 120 | Семибратское      | деревня         | ↘86       | сельское поселение Проводниковское |
| 121 | Сергиевский       | посёлок         | ↘3197     | сельское поселение Пестриковское   |
| 122 | Сергиевское       | село            | ↗602      | сельское поселение Пестриковское   |
| 123 | Солосцово         | деревня         | ↗97       | сельское поселение Биорковское     |
| 124 | Старое Бобренево  | село            | ↘228      | сельское поселение Хорошовское     |
| 125 | Субботово         | деревня         | ↗23       | сельское поселение Проводниковское |
| 126 | Сурино            | деревня         | ↗18       | сельское поселение Заруденское     |
| 127 | Сычёво            | деревня         | ↗279      | сельское поселение Акатьевское     |
| 128 | Тимирёво          | деревня         | ↘31       | сельское поселение Заруденское     |
| 129 | Троицкие Озёрки   | село            | ↗147      | сельское поселение Заруденское     |
| 130 | Туменское         | деревня         | ↘67       | сельское поселение Биорковское     |
| 131 | Угорная Слобода   | деревня         | ↘1        | сельское поселение Заруденское     |
| 132 | Ульяновка         | деревня         | ↗2        | сельское поселение Проводниковское |
| 133 | Федосьино         | село            | ↘147      | сельское поселение Проводниковское |
| 134 | Хлопна            | деревня         | ↘0        | сельское поселение Биорковское     |
| 135 | Чанки             | село            | ↗552      | сельское поселение Хорошовское     |
| 136 | Черкизово         | село            | ↗1790     | сельское поселение Радужное        |
| 137 | Чуркино           | деревня         | ↘11       | сельское поселение Хорошовское     |
| 138 | Шапкино           | деревня         | ↗34       | сельское поселение Проводниковское |
| 139 | Шейно             | деревня         | →0        | сельское поселение Биорковское     |
| 140 | Шелухино          | деревня         | ↗21       | сельское поселение Хорошовское     |
| 141 | Шеметово          | село            | ↘663      | сельское поселение Непецинское     |
| 142 | Шереметьево       | деревня         | ↗3        | сельское поселение Биорковское     |
| 143 | Шкинь             | село            | ↘79       | сельское поселение Непецинское     |
| 144 | Шлюза «Северка»   | посёлок         | ↘23       | сельское поселение Хорошовское     |
| 145 | Щепотьево         | деревня         | ↗88       | сельское поселение Акатьевское     |
| 146 | Щурово            | деревня         | 21        | сельское поселение Акатьевское     |